# William FitzGerald (13e comte de Kildare)
Pour les articles homonymes, voir William FitzGerald et FitzGerald.
William FitzGerald  (mort avant avril 1599), 13e comte de Kildare en 1597, est un pair irlandais.

## Biographie
William FitzGerald est le 3e fils du 11e comte de Kildare Gerald FitzGerald et de Mabel Browne. Il succède à son frère Henry en 1597.
En  mars 1599, alors qu'il revient d'Angleterre pour participer à la campagne de  Robert Devereux, 2e comte d'Essex contre Hugh O'Neill comte de Tyrone dans le cadre de la Guerre de neuf ans d'Irlande, il périt en mer avec « dix huit autres chefs de Meath et Fingall ».. Sans union ni postérité ni même d'héritier direct il a comme successeur son cousin germain Gerald FitzGerald le fils aîné d'Edouard FitzGerald lui-même, fils de Gerald Óg FitzGerald le 9e comte de Kildare.

## Sources
- (en) T.W Moody, F.X. Martin et F.J. Byrne, A New History of Ireland IX Maps, Genealogies, Lists. A companion to Irish History part II, Oxford, Oxford University Press, 2011, 690 p. (ISBN 978-0-19-959306-4).